# Vrbová nad Váhom
Vrbová nad Váhom est un village de Slovaquie situé dans la région de Nitra.

## Histoire
Première mention écrite du village en 1268.

## Démographie

### Évolution de la population
| Année:               | 1994. | 2004.   | 2014.   | 2024.   |
| -------------------- | ----- | ------- | ------- | ------- |
| Nombre de personnes: | 568   | 557     | 538     | 537     |
| Différence:          |       | -1,93 % | -3,41 % | -0,18 % |

| Année:               | 2023. | 2024.   |
| -------------------- | ----- | ------- |
| Nombre de personnes: | 539   | 537     |
| Différence:          |       | -0,37 % |